# Croton fragrantulus
Espèce
Croton fragrantulus est une espèce de plantes à fleurs du genre Croton et de la famille des Euphorbiaceae, présente au Pérou.
Il a pour synonyme :
- Croton paniculatus, Müll.Arg., 1865
- Oxydectes paniculata, Kuntze